# 同型巴蜗牛
同型巴蜗牛（学名：Bradybaena similaris），又名扁蝸牛，屬於堅齒螺科巴蜗牛亚科巴蜗牛族的巴蜗牛属，是一種小型的、會呼吸空氣的蝸牛。牠們是一種陸生的有肺類腹足綱軟體動物。
本物種是巴蜗牛属的模式種。

## 分佈
本物種原本分佈於東南亞，模式产地位於帝汶島，但現時已經意外被引入到世界各地。目前本物種見於日本、朝鲜、太平洋及印度洋诸岛、台湾（除台灣本島外，也包括東沙群島，見台灣非海洋軟體動物列表）以及中国大陆的山东、河北、内蒙古、陕西、甘肃、湖北、湖南、江西、江苏、浙江、福建、广西、广东、海南、四川、云南、贵州、新疆、山西、安徽、上海等地，生活环境为陆地，常生活于潮湿的灌木丛、草丛中、田埂上、乱石堆中、落叶、树枝、石块下以及农作物根部土块、缝隙中。
牠們也被引入到美國環墨西哥灣的各個州，而在佛羅里達州更是廣泛分佈。
牠們也在澳大利亞東部各州普遍存在，通常與來自外國的雜草結合生活。
現時本物種在台灣及其他多個國家被視為外來種，臺灣的同型巴蜗牛屬於早期隨人為作物引入。

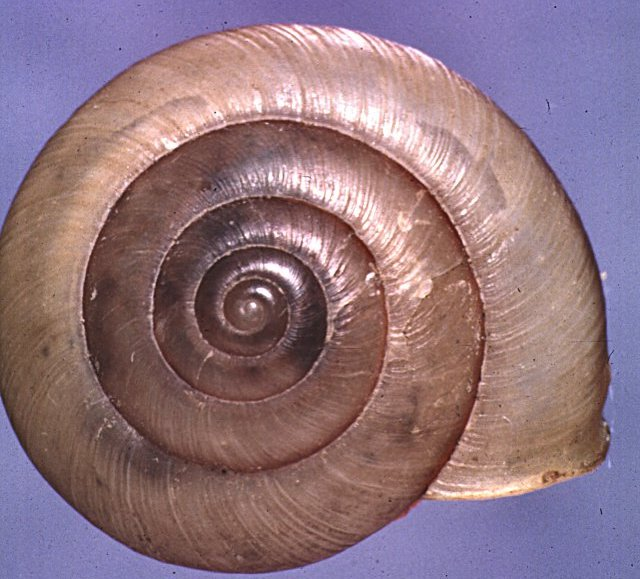
一隻棕色的同型巴蝸牛的外殼的頂端視圖

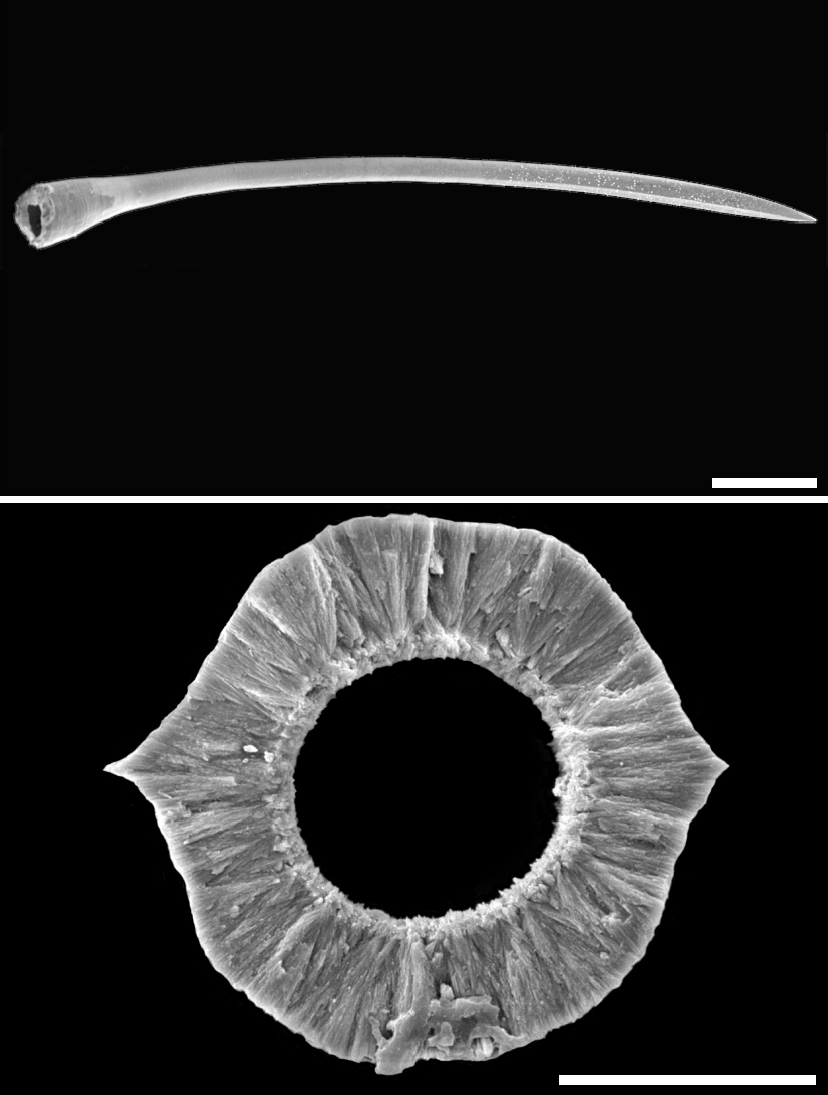
同型巴蝸牛的戀矢的SEM掃描影像

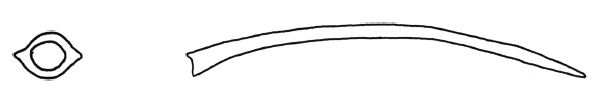
同型巴蝸牛的戀矢的掃描圖

## 型態特徵
螺殼的殼徑為約12至18mm，具有5½個螺旋。螺殼殼體半透明，顏色從黃白色到淺棕色，通常具有單一的、位於殼頂的栗色帶紋。
外殼雕刻有細的、不規則的生長線和細螺旋條紋。
本物種的臍孔細小，加上成貝的殼口外翻，使臍孔被部分遮蓋。

## 食性
如同一般的陸生蝸牛，本物種亦是植食性動物。　

## 生態學
作為一種引入物種，同型巴蝸牛通常都在長有高草和具有高濕度的地區被發現。典型的棲息地就好像住家的庭園、溫室或類似的棲息地，有時或會退居於原木或下落的樹枝底下。
该物种通常很常见，在地面、落叶中以及植被和树木上都会有很多旧的贝壳。在降雨后很活跃。
Dundee和Cancienne报告说，这种蜗牛可以在温度低至5-10℃的 路易斯安那州的冬季生存。
會進食多個物種的植物，包括柑橘属物種的植物，所以在農業業者被認為是害蟲。這種蝸牛經常意外地從美國的佛羅里達州出口到其他地區，所以在佛羅里達州引起了隔離檢疫 的問題。
同型巴蜗牛的成蝸貝殼呈扁球形，雌雄同體，異體受精，交配及產卵多在夜間進行，產卵前先以頭或腹足掘穴，再將卵產於穴內，卵粒間以黏液黏聚成塊，每塊卵數約20粒。卵期夏季9～26天，冬季30～60天。每天4～11月為其活動季節，12月至翌年3月以靜止狀態越冬或甚少活動，其活動隨溫度及雨量之增加而漸趨增加。夏季乾旱或酷暑時，或冬季乾旱低溫時，扁蝸牛隨時隨地可進入靜止狀態，其肉體縮入殼內，在殼口形成一層白色半透明之臘質薄膜與外界隔離。取食及活動主要在夜間進行，下雨時即使在白天亦可發現其爬行取食為害。
如同其他同屬的蝸牛，本物種在交配前製造和使用戀矢。牠們的卵子通常需要2-4週孵化，壽命2-3年。

## 防治
防治可以分為栽培防治與生物防治兩方面：
- 栽培防治：
- 生物防治：利用螢火蟲幼蟲。

## 延伸閱讀
- Almeida, M. N.; Bessa, E. C. A.  [在實驗室環境培育和繁殖同型巴蝸牛] (PDF). Revista Brasileira de Zoologia. 2001, 18 (4): 1115–1122  [2017-02-18]. doi:10.1590/S0101-81752001000400010. （原始内容存档 (PDF)于2020-05-29） （巴西葡萄牙语）.

## 外部連結
- . UF / IFAS Featured Creatures Web site.   [2017-02-18]. （原始内容存档于2018-04-29）.